# ليه ميلس
ليه ميلس (بالإنجليزية: Les Mills) (و. 1934  م) هو منافس ألعاب قوى نيوزيلندي، ولد في أوكلاند، شارك في الألعاب الأولمبية الصيفية 1972، والألعاب الأولمبية الصيفية 1964، والألعاب الأولمبية الصيفية 1968، والألعاب الأولمبية الصيفية 1960.

## جوائز
حصل على جوائز منها:
- عضو رتبة الإمبراطورية البريطانية.

## روابط خارجية
- ليه ميلس على موقع الاتحاد الدولي لألعاب القوى (الإنجليزية)
- ليه ميلس على موقع اللجنة الأولمبية الدولية (الإنجليزية)
- ليه ميلس على موقع أوليمبيديا (الإنجليزية)
- ليه ميلس على موقع اللجنة الأولمبية النيوزيلندية (الإنجليزية)
- ليه ميلس على موقع قاعة نيوزيلندا للمشاهير الرياضية (الإنجليزية)